# Rayan Rupert
Rayan Rupert (Estrasburgo, 31 de maio de 2004) é um jogador francês de basquete profissional que atualmente joga no Portland Trail Blazers da National Basketball Association (NBA). Anteriormente, ele jogou pelo New Zealand Breakers.

## Primeiros anos
Rupert é formado pela INSEP Academy na França. Ele é descendente de Martinicana e marroquinos.

## Carreira profissional
Entre 2019 e 2021, Rupert jogou pelo Centre fédéral de basket-ball no NM1. Ele continuou no NM1 na temporada de 2021–22 com o Pôle France.
Em 10 de junho de 2022, Rupert assinou com o New Zealand Breakers da Austrália para a temporada de 2022–23 da NBL como parte do programa Next Stars da liga. Os Breakers já havia visto os franceses Hugo Besson e Ousmane Dieng selecionados no draft da NBA de 2022.

### Portland Trail Blazers (2023–Presente)
Rupert foi selecionado pelo Portland Trail Blazers na segunda rodada do draft da NBA de 2023 como a 43ª escolha geral e em 4 de julho de 2023, ele assinou um contrato de 3 anos e US$5.2 milhões com os Blazers.

## Estatísticas da carreira

### NBA

#### Temporada regular
| Ano     | Equipe   | PJ | PT | MPJ  | AP   | 3P   | LL   | RT  | AS  | BR | TO | PPJ |
| ------- | -------- | -- | -- | ---- | ---- | ---- | ---- | --- | --- | -- | -- | --- |
| 2023–24 | Portland | 39 | 12 | 16.2 | .335 | .359 | .760 | 2.4 | 1.6 | .3 | .1 | 4.0 |

## Vida pessoal
O pai de Rupert, Thierry, foi um jogador da EuroLeague e capitão da Seleção Francesa, enquanto sua irmã, Iliana, foi a 12ª escolha geral no draft da WNBA de 2021. Seu primo, Kameron Jones, um sobrevivente de câncer, é formado em química pela Universidade de Boston.

## Links externos
- Perfil do New Zealand Breakers